# جايسون رايت (لاعب كرة قدم أمريكية)
جايسون رايت (بالإنجليزية: Jason Wright)‏ هو لاعب كرة قدم أمريكية أمريكي، ولد في 12 يوليو 1982 في آبلاند في الولايات المتحدة.

## وصلات خارجية
- جايسون رايت على موقع مرجع كرة القدم المحترفة.كوم (الإنجليزية)